# Grimmia erythraea
Grimmia erythraea là một loài Rêu trong họ Grimmiaceae. Loài này được (Müll. Hal.) Cufod. mô tả khoa học đầu tiên năm 1951.